# Кутузов, Владимир Валентинович
Влади́мир Валенти́нович Куту́зов (род. 23 декабря 1951 года, Нижний Ломов Пензенской области) — советский и российский бард, певец, автор песен: текстов и музыки.

## Биография
Владимир Валентинович Кутузов родился 24 декабря 1951 года в городе Нижний Ломов Пензенской области.

Он окончил Московский институт управления в 1979 году по специальности «инженер—экономист».

### Творчество
Пишет песни на свои стихи с 1977—1978 года.

Владимир Валентинович — неоднократный лауреат и член жюри слётов и фестивалей авторской песни.

В 2002 году вышла книга его песен и стихов «На грани любви».